# گردیوم
گُردیوم(به یونانی: Γόρδιον) نام شهری باستانی که پایتخت فریگیه بوده‌است. این شهر امروزه در ۷۰-۸۰ کیلومتری جنوب باختری آنکارا پایتخت ترکیهٔ کنونی جای‌گرفته‌است.
گردیوم جایی واقع‌شده بود که راه شاهی میان بابل و لودیه از رود ساکاریا می‌گذشت. آثار این راه هنوز هم در کنار این شهر قابل دیدن است.

## تاریخچه
فریگی‌ها قبیله‌ای تراکیه ایبودند که از جنوب شرقی اروپا بر این سرزمین تاختند و در آنجا جاگیر شدند و گردیوم را پایتخت خویش نهادند. در سدهٔ هشتم پیش از میلاد اینان در بخش باختری رود هالیس پادشاهی نیرومندی را داشتند. پادشاهان ایشان نیایشگاه‌های چندی را در کنار این شهر برپا ساختند. یکصدسال پس از آن گردویم به راستی بزرگ‌شده بود. در درون ارگ کاخ پادشاهی را ساخته‌بودند. در جنوب شهر بخش فرودست‌تر شهر و حومه کرانه‌های رود ساکاریا قرارداشت.
بزرگترین شاه فریگیه میداس بود که چهره‌ای نیمه‌افسانه‌ای دارد. میان سال‌های ۷۱۰ - ۷۰۹ (پیش از میلاد) کیمری‌ها به فریگیه تاختند. میداس از سارگون دوم پادشاه آشور یاری خواست، ولی به هر روی نتوانست جلو تازش ایشان را بگیرد. در ۶۹۶ یا ۶۹۵ پیش از میلاد میداس پس از واپسین جنگش با کیمریان دست به خودکشی زد. از آثار به جای مانده آشکار است که گردیوم ویران‌شده‌است. اگرچه برخی باستان شناسان این ویرانی را به زمانی پیش از تازش کیمری مربوط می‌دانند.
در آینده لودیه‌ای‌ها آسیای صغیر را به زیر پرچم خود درآوردند و در نزدیکی این شهر استحکاماتی ساختند. با گشایش لودیه به دست کورش بزرگ در این استحکامات پادگانی ایرانی جای‌گرفت و گردیوم هم بخشی از ساتراپی فریگیه بود. سپس اسکندر مقدونی بدین شهر تاخت. با مرگ اسکندر و رخدادهای پس از آن سلوکیان بر آن فرمانرواشدند. سپس سلتهای گالاتیا بر آن سامان تاختند و آنگاه به دست پادشاه پرگامون افتاد. سرانجام روم برآن دست یافت. در زمان رومیان این شهر مرکز اقتصادی منطقه بود، ولی اندازه‌اش کوچکتر از پیش گشته‌بود.